# Lilian et Agathe
Lilian et Agathe sont deux héroïnes d'une bande dessinée érotique et pornographique de Ricardo Barreiro (scénario) et Francisco Solano Lopez (dessin) parue en 1992 dans la revue espagnole El Víbora. Le critique Henri Filippini la décrit ainsi : « Onanisme, lavements, flagellations, tortures, bref, tous les ingrédients du sadomasochisme figurent dans cette superbe histoire qui ne tombe jamais dans la vulgarité »

## Histoire
Lilian et Agathe sont deux jeunes anglaises pensionnaires d'une institution dirigée par des individus pervers. Contre leur gré, elles sont initiées au culte de la déesse Ishtar qui leur révèle leur penchant pour la luxure. Profitant d'un incendie, elles fuient l'institution et se rendent à Londres où elles rencontrent le docteur Jekyll. Hélas, celui-ci se transforme en Hyde et leur fait subir mille supplices (sans pour autant leur retirer leur virginité). De multiples personnages réels ou imaginaires fréquentent également l'antre de Hyde, parmi lesquels : Albert Einstein, Jack l'Éventreur, Sigmund Freud, Sherlock Holmes, Conan Doyle, Robert Louis Stevenson etc.

## Publications
Un premier épisode est paru en Espagne sous le titre El Instituto dans le mensuel espagnol El Vibora en 1992. De 1995 à 1997 un nouvel épisode est publié, sous le titre El Prostibulo del terror, dans Kiss Comix. Cet épisode sera également publié dans la version française du journal à partir de 1996. En 1999, le troisième épisode, L'Empire de Shet, parait dans Kiss Comix en Espagne et dans La Poudre aux rêves en France.